# Ingmanthorpe
Ingmanthorpe is een plaats en civil parish in het bestuurlijke gebied Harrogate, in het Engelse graafschap North Yorkshire.